# Pasquale Perugini
Pasquale Perugini (Cosenza, 5 luglio 1926 – Cosenza, 1º aprile 1996) è stato un politico italiano.

## Biografia
Figlio di Salvatore Perugini, politico italiano e presidente del Cosenza dal 1955 al 1960, Pasquale Perugini ha lavorato come agente di assicurazione ed è stato dirigente di partito negli anni Sessanta (segretario provinciale durante la battaglia per l'ateneo) e presidente della Regione Calabria dal 1975 al 1976.
È stato deputato per la Democrazia Cristiana nella IX legislatura (1983 – 1987) e senatore nella X legislatura (1987-1992).
Suo figlio, Salvatore Perugini ha ricoperto la carica di sindaco di Cosenza dal 2006 al 2011.